# 葉宗
葉宗，浙江永嘉人，明朝政治人物、進士出身。
洪武十八年，登進士，官至黃州府知府。